# Средњи кинески језик
Средњи кинески језик (кин: 中古漢語; пин: zhōnggǔ Hànyǔ) односи се на кинески језик говорен током јужних и сјеверних династија и Себе, Танг и Сунг династија (6—10. века). Израз „средњи кинески језик“, за разлику од старокинеског и савременог кинеског језика, се обично користи у контексту историјске кинеске фонологије, која настоји реконструисати изговор кинеског језика који се користио током тих времена.
Средњи кинески се може поделити у два доба. Раније доба, уопштено назван рани средњи кинески, и касније доба, зван каснији средњи кинески. Прелазна тачка између раног и касног средњег кинеског језика, сматра се да је током средње Танг династије и назначен је фонолошким развојима.
На пример, у књизи рима Ћијејин, билабијални иницијали  су приказани, али није било лабиоденталних иницијала као ф и в, који се могу наћи у Ђијин. Ово указује да је промена звука у изговору кинеског се догодила у четири века након појаве Ћијејин.

## Реконструкција
Реконструкција средњег кинеског језика од различитих савремених лингвиста мало се разликује, и разлике су мале и прилично неспорне, показајући да средња кинески фонологија је сада прилично добро разумљива и прихваћена. Кинески није писан помоћу алфабетног писма, и говор дакле не може бити изведен директно из писања. Говор средњег кинеског, дакле, мора бити закључен из неколико извора:
- Модерног језика. Као што индоевропски прајезик може бити реконструисан из савремених индоевропских језика, тако средњи кинески може бити реконструисан (условно) од савремених кинеских језика (нпр. Беифангхуа (мандаринска група), Ву, Мин или кантонски).
- Сачуван изговор кинеских карактера познајмљеног кинеског вокабулара који су преживеле у не-кинеским језицима као што су јапански, корејски и вијетнамски.
- Класична кинеска поезија из средњег кинеског доба.
- Транслитерација страних ријечи у кинеским карактерима. На пример, реч „Дравида“ су превели верски писци у низ карактера 达罗毗荼 које се сада читају у Путунхуа (мандарински) као  (пин: Dáluópítú). Ово предложи да мандарински  (пин: -uo) је модерни рефлекс древног звука сличног , и да мандарински тон  је рефлекс античких звучних сугласника. Обе ове чињенице могу бити потврђене кроз поређење модерних кинеских дијалекта.
- Књиге рима (или речници рима). Древни кинески филолози посвећали су велику количину труда у сажевању кинеског фонетског система кроз риме или књиге рима. Настала је обилна количина кинеских поезија за вријеме династије Танг, са стиховима у крутој структури који су се ослањали на рим и тон задњих карактера у линији поезије. Средњи кинески језик који се сачуван у књигама рима су главна помоћ ауторима у склапању поезије. Речник рима Ћијејин (писан 601. године) је наш најстарији учвршћен запис фонологије кинеског изговора, без помоћи фонетских слова, али индексиран је под строгим редоследом тон, рим, и први глас слога. Само фрагменти или непотпуне копије су били познати прије него случајног открића једне верзије из Танг династије у пећини у Дунхуангу. Касније проширене речнике рима као што су из једанаестовечне династије Сунг Гуангјин и Ђијин су преживјели до данас. Ово су у суштини продужене верзије Ћијејина, и све док Дунхуанговог открића, Гуангјин је био база од кога средњи кинески језик је реконструисан.

## Реконструисана фонологија
Средњокинески језик је има три врсте запорника: звучни, безвучни и безвучни аспиратан. Слогови могу се завршити за запорницима. Средњокинески језик је имао више самогласника него своји потомци, као што је /æ/, који се спојио у сличне фонеме касније. Африкатни и фрикативни шуштавци су имали три нивоа разликовања као што је то на мандаринском.